# Xylotoles costatus
Xylotoles costatus é uma espécie de escaravelho da família Cerambycidae.
É endémica da Nova Zelândia.